# (71,15,3)-Blockplan
Der (71,15,3)-Blockplan ist ein spezieller symmetrischer Blockplan. Um ihn konstruieren zu können, musste dieses kombinatorische Problem gelöst werden: Eine leere 71×71-Matrix wurde so mit Einsen gefüllt, dass jede Zeile der Matrix genau 15 Einsen enthält und je zwei beliebige Zeilen genau 3 Einsen in der gleichen Spalte besitzen (nicht mehr und nicht weniger). Das klingt relativ einfach, ist aber nicht trivial zu lösen. Es gibt nur gewisse Kombinationen von Parametern (wie hier v = 71, k = 15, λ = 3), für die eine solche Konstruktion überhaupt machbar ist. In dieser Übersicht sind die kleinsten solcher (v,k,λ) aufgeführt.

## Bezeichnung
Dieser symmetrische 2-(71,15,3)-Blockplan wird Triplane der Ordnung 12 genannt.

## Eigenschaften
Dieser symmetrische Blockplan hat die Parameter v = 71, k = 15, λ = 3 und damit folgende Eigenschaften:
- Er besteht aus 71 Blöcken und 71 Punkten.
- Jeder Block enthält genau 15 Punkte.
- Je 2 Blöcke schneiden sich in genau 3 Punkten.
- Jeder Punkt liegt auf genau 15 Blöcken.
- Je 2 Punkte sind durch genau 3 Blöcke verbunden.

## Existenz und Charakterisierung
Es existieren mindestens 72 nichtisomorphe 2-(71,15,3) - Blockpläne. Eine dieser Lösungen ist:
- Lösung 1 mit der Signatur 8·6, 6·8, 8·12, 24·16, 24·18, 1·1360. Diese Lösung ist nicht selbstdual (die duale Lösung hat die Signatur 32·12, 24·14, 6·16, 8·18, 1·1360).

## Liste der Blöcke
Hier sind alle Blöcke dieses Blockplans aufgelistet; zum Verständnis dieser Liste siehe diese Veranschaulichung
- Lösung 1

```
  1   2   3   6   7   8   9  10  11  12  13  14  15  16  17
  1   2   3  18  19  20  24  25  26  30  31  32  36  37  38
  1   2   3  21  22  23  27  28  29  33  34  35  39  40  41
  6   7   8  18  19  20  27  28  29  42  43  44  48  49  50
  6   7   8  21  22  23  24  25  26  45  46  47  51  52  53
  1   4   5   6   9  18  21  24  27  54  57  60  63  66  69
  1   4   5   7  10  20  23  26  29  56  59  62  65  68  71
  1   4   5   8  11  19  22  25  28  55  58  61  64  67  70
  1   6   9  30  33  36  39  42  45  48  51  55  56  58  59
  1   7  10  32  35  38  41  44  47  50  53  54  55  57  58
  1   8  11  31  34  37  40  43  46  49  52  54  56  57  59
  1  12  15  18  24  33  39  43  47  50  52  61  62  67  68
  1  14  17  23  29  32  38  43  45  48  52  63  64  69  70
  1  13  16  19  25  34  40  44  45  48  53  60  62  66  68
  1  12  15  21  27  30  36  44  46  49  53  64  65  70  71
  1  14  17  20  26  35  41  42  46  49  51  60  61  66  67
  1  13  16  22  28  31  37  42  47  50  51  63  65  69  71
  2   4   9  12  19  23  31  35  42  43  45  53  54  61  71
  3   5  10  17  19  21  31  33  44  45  47  49  59  63  67
  2   4  11  13  20  21  32  33  43  44  46  51  55  62  69
  3   5   9  15  20  22  32  34  42  45  46  50  57  64  68
  2   4  10  14  18  22  30  34  42  44  47  52  56  60  70
  3   5  11  16  18  23  30  35  43  46  47  48  58  65  66
  2   5   9  12  26  28  38  40  47  48  49  51  57  62  70
  3   4  10  17  24  28  36  40  43  50  51  53  56  64  66
  2   5  11  13  24  29  36  41  45  49  50  52  58  60  71
  3   4   9  15  25  29  37  41  44  48  51  52  54  65  67
  2   5  10  14  25  27  37  39  46  48  50  53  59  61  69
  3   4  11  16  26  27  38  39  42  49  52  53  55  63  68
  2   6  15  19  23  38  40  46  50  55  56  60  63  65  67
  3   7  14  19  21  36  40  42  52  57  58  61  62  65  69
  2   8  16  20  21  36  41  47  48  54  56  61  63  64  68
  3   6  12  20  22  37  41  43  53  58  59  60  62  63  70
  2   7  17  18  22  37  39  45  49  54  55  62  64  65  66
  3   8  13  18  23  38  39  44  51  57  59  60  61  64  71
  2   6  15  26  28  31  35  44  52  58  59  64  66  68  69
  3   7  14  24  28  31  33  46  48  54  55  60  68  70  71
  2   8  16  24  29  32  33  42  53  57  59  65  66  67  70
  3   6  12  25  29  32  34  47  49  55  56  61  66  69  71
  2   7  17  25  27  30  34  43  51  57  58  63  67  68  71
  3   8  13  26  27  30  35  45  50  54  56  62  67  69  70
  4   6  14  16  23  25  30  31  33  41  49  50  57  62  64
  5   7  12  16  19  27  32  33  35  37  51  52  56  60  64
  4   8  12  17  21  26  31  32  34  39  48  50  58  60  65
  5   6  13  17  20  28  30  33  34  38  52  53  54  61  65
  4   7  13  15  22  24  30  32  35  40  48  49  59  61  63
  5   8  14  15  18  29  31  34  35  36  51  53  55  62  63
  4   6  13  17  19  29  35  36  37  39  46  47  57  68  70
  5   7  13  15  21  25  31  38  39  41  42  43  56  66  70
  4   8  14  15  20  27  33  37  38  40  45  47  58  66  71
  5   6  14  16  22  26  32  36  39  40  43  44  54  67  71
  4   7  12  16  18  28  34  36  38  41  45  46  59  67  69
  5   8  12  17  23  24  30  37  40  41  42  44  55  68  69
  6  10  11  18  27  31  32  40  41  45  51  61  65  68  70
  7   9  11  23  26  33  34  36  37  44  50  61  63  66  70
  8   9  10  19  28  30  32  39  41  46  52  62  63  66  71
  6  10  11  21  24  34  35  37  38  42  48  62  64  67  71
  7   9  11  20  29  30  31  39  40  47  53  60  64  67  69
  8   9  10  22  25  33  35  36  38  43  49  60  65  68  69
  9  13  14  18  21  23  28  32  37  49  53  56  58  67  68
 10  15  16  19  20  23  24  34  39  49  51  54  58  69  70
 11  12  14  19  21  22  29  30  38  50  51  54  59  66  68
  9  16  17  18  20  21  25  35  40  50  52  55  59  70  71
 10  12  13  20  22  23  27  31  36  48  52  55  57  66  67
 11  15  17  18  19  22  26  33  41  48  53  56  57  69  71
  9  13  14  19  24  26  27  34  41  43  47  55  59  64  65
 10  15  16  21  26  28  29  30  37  43  45  55  57  60  61
 11  12  14  20  24  25  28  35  39  44  45  56  57  63  65
  9  16  17  22  24  27  29  31  38  44  46  56  58  61  62
 10  12  13  18  25  26  29  33  40  42  46  54  58  63  64
 11  15  17  23  25  27  28  32  36  42  47  54  59  60  62
```

## Inzidenzmatrix
Dies ist eine Darstellung der Inzidenzmatrix dieses Blockplans; zum Verständnis dieser Matrix siehe diese Veranschaulichung
- Lösung 1

```
O O O . . O O O O O O O O O O O O . . . . . . . . . . . . . . . . . . . . . . . . . . . . . . . . . . . . . . . . . . . . . . . . . . . . . .
O O O . . . . . . . . . . . . . . O O O . . . O O O . . . O O O . . . O O O . . . . . . . . . . . . . . . . . . . . . . . . . . . . . . . . .
O O O . . . . . . . . . . . . . . . . . O O O . . . O O O . . . O O O . . . O O O . . . . . . . . . . . . . . . . . . . . . . . . . . . . . .
. . . . . O O O . . . . . . . . . O O O . . . . . . O O O . . . . . . . . . . . . O O O . . . O O O . . . . . . . . . . . . . . . . . . . . .
. . . . . O O O . . . . . . . . . . . . O O O O O O . . . . . . . . . . . . . . . . . . O O O . . . O O O . . . . . . . . . . . . . . . . . .
O . . O O O . . O . . . . . . . . O . . O . . O . . O . . . . . . . . . . . . . . . . . . . . . . . . . . O . . O . . O . . O . . O . . O . .
O . . O O . O . . O . . . . . . . . . O . . O . . O . . O . . . . . . . . . . . . . . . . . . . . . . . . . . O . . O . . O . . O . . O . . O
O . . O O . . O . . O . . . . . . . O . . O . . O . . O . . . . . . . . . . . . . . . . . . . . . . . . . . O . . O . . O . . O . . O . . O .
O . . . . O . . O . . . . . . . . . . . . . . . . . . . . O . . O . . O . . O . . O . . O . . O . . O . . . O O . O O . . . . . . . . . . . .
O . . . . . O . . O . . . . . . . . . . . . . . . . . . . . . O . . O . . O . . O . . O . . O . . O . . O O O . O O . . . . . . . . . . . . .
O . . . . . . O . . O . . . . . . . . . . . . . . . . . . . O . . O . . O . . O . . O . . O . . O . . O . O . O O . O . . . . . . . . . . . .
O . . . . . . . . . . O . . O . . O . . . . . O . . . . . . . . O . . . . . O . . . O . . . O . . O . O . . . . . . . . O O . . . . O O . . .
O . . . . . . . . . . . . O . . O . . . . . O . . . . . O . . O . . . . . O . . . . O . O . . O . . . O . . . . . . . . . . O O . . . . O O .
O . . . . . . . . . . . O . . O . . O . . . . . O . . . . . . . . O . . . . . O . . . O O . . O . . . . O . . . . . . O . O . . . O . O . . .
O . . . . . . . . . . O . . O . . . . . O . . . . . O . . O . . . . . O . . . . . . . O . O . . O . . . O . . . . . . . . . . O O . . . . O O
O . . . . . . . . . . . . O . . O . . O . . . . . O . . . . . . . . O . . . . . O O . . . O . . O . O . . . . . . . . O O . . . . O O . . . .
O . . . . . . . . . . . O . . O . . . . . O . . . . . O . . O . . . . . O . . . . O . . . . O . . O O . . . . . . . . . . . O . O . . . O . O
. O . O . . . . O . . O . . . . . . O . . . O . . . . . . . O . . . O . . . . . . O O . O . . . . . . . O O . . . . . . O . . . . . . . . . O
. . O . O . . . . O . . . . . . O . O . O . . . . . . . . . O . O . . . . . . . . . . O O . O . O . . . . . . . . . O . . . O . . . O . . . .
. O . O . . . . . . O . O . . . . . . O O . . . . . . . . . . O O . . . . . . . . . O O . O . . . . O . . . O . . . . . . O . . . . . . O . .
. . O . O . . . O . . . . . O . . . . O . O . . . . . . . . . O . O . . . . . . . O . . O O . . . O . . . . . . O . . . . . . O . . . O . . .
. O . O . . . . . O . . . O . . . O . . . O . . . . . . . O . . . O . . . . . . . O . O . . O . . . . O . . . O . . . O . . . . . . . . . O .
. . O . O . . . . . O . . . . O . O . . . . O . . . . . . O . . . . O . . . . . . . O . . O O O . . . . . . . . . O . . . . . . O O . . . . .
. O . . O . . . O . . O . . . . . . . . . . . . . O . O . . . . . . . . . O . O . . . . . . O O O . O . . . . . O . . . . O . . . . . . . O .
. . O O . . . . . O . . . . . . O . . . . . . O . . . O . . . . . . . O . . . O . . O . . . . . . O O . O . . O . . . . . . . O . O . . . . .
. O . . O . . . . . O . O . . . . . . . . . . O . . . . O . . . . . . O . . . . O . . . O . . . O O . O . . . . . O . O . . . . . . . . . . O
. . O O . . . . O . . . . . O . . . . . . . . . O . . . O . . . . . . . O . . . O . . O . . . O . . O O . O . . . . . . . . . . O . O . . . .
. O . . O . . . . O . . . O . . . . . . . . . . O . O . . . . . . . . . O . O . . . . . . O . O . O . . O . . . . . O . O . . . . . . . O . .
. . O O . . . . . . O . . . . O . . . . . . . . . O O . . . . . . . . . . O O . . O . . . . . . O . . O O . O . . . . . . . O . . . . O . . .
. O . . . O . . . . . . . . O . . . O . . . O . . . . . . . . . . . . . . O . O . . . . . O . . . O . . . . O O . . . O . . O . O . O . . . .
. . O . . . O . . . . . . O . . . . O . O . . . . . . . . . . . . . . O . . . O . O . . . . . . . . . O . . . . O O . . O O . . O . . . O . .
. O . . . . . O . . . . . . . O . . . O O . . . . . . . . . . . . . . O . . . . O . . . . . O O . . . . . O . O . . . . O . O O . . . O . . .
. . O . . O . . . . . O . . . . . . . O . O . . . . . . . . . . . . . . O . . . O . O . . . . . . . . . O . . . . O O O . O O . . . . . . O .
. O . . . . O . . . . . . . . . O O . . . O . . . . . . . . . . . . . . O . O . . . . . O . . . O . . . . O O . . . . . . O . O O O . . . . .
. . O . . . . O . . . . O . . . . O . . . . O . . . . . . . . . . . . . . O O . . . . O . . . . . . O . . . . . O . O O O . . O . . . . . . O
. O . . . O . . . . . . . . O . . . . . . . . . . O . O . . O . . . O . . . . . . . . O . . . . . . . O . . . . . O O . . . . O . O . O O . .
. . O . . . O . . . . . . O . . . . . . . . . O . . . O . . O . O . . . . . . . . . . . . O . O . . . . . O O . . . . O . . . . . . . O . O O
. O . . . . . O . . . . . . . O . . . . . . . O . . . . O . . O O . . . . . . . . O . . . . . . . . . . O . . . O . O . . . . . O O O . . O .
. . O . . O . . . . . O . . . . . . . . . . . . O . . . O . . O . O . . . . . . . . . . . . O . O . . . . . O O . . . . O . . . . O . . O . O
. O . . . . O . . . . . . . . . O . . . . . . . O . O . . O . . . O . . . . . . . . O . . . . . . . O . . . . . O O . . . . O . . . O O . . O
. . O . . . . O . . . . O . . . . . . . . . . . . O O . . O . . . . O . . . . . . . . . O . . . . O . . . O . O . . . . . O . . . . O . O O .
. . . O . O . . . . . . . O . O . . . . . . O . O . . . . O O . O . . . . . . . O . . . . . . . O O . . . . . . O . . . . O . O . . . . . . .
. . . . O . O . . . . O . . . O . . O . . . . . . . O . . . . O O . O . O . . . . . . . . . . . . . O O . . . O . . . O . . . O . . . . . . .
. . . O . . . O . . . O . . . . O . . . O . . . . O . . . . O O . O . . . . O . . . . . . . . O . O . . . . . . . O . O . . . . O . . . . . .
. . . . O O . . . . . . O . . . O . . O . . . . . . . O . O . . O O . . . O . . . . . . . . . . . . . O O O . . . . . . O . . . O . . . . . .
. . . O . . O . . . . . O . O . . . . . . O . O . . . . . O . O . . O . . . . O . . . . . . . O O . . . . . . . . . O . O . O . . . . . . . .
. . . . O . . O . . . . . O O . . O . . . . . . . . . . O . O . . O O O . . . . . . . . . . . . . . O . O . O . . . . . . O O . . . . . . . .
. . . O . O . . . . . . O . . . O . O . . . . . . . . . O . . . . . O O O . O . . . . . . O O . . . . . . . . . O . . . . . . . . . . O . O .
. . . . O . O . . . . . O . O . . . . . O . . . O . . . . . O . . . . . . O O . O O O . . . . . . . . . . . . O . . . . . . . . . O . . . O .
. . . O . . . O . . . . . O O . . . . O . . . . . . O . . . . . O . . . O O . O . . . . O . O . . . . . . . . . . O . . . . . . . O . . . . O
. . . . O O . . . . . . . O . O . . . . . O . . . O . . . . . O . . . O . . O O . . O O . . . . . . . . . O . . . . . . . . . . . . O . . . O
. . . O . . O . . . . O . . . O . O . . . . . . . . . O . . . . . O . O . O . . O . . . O O . . . . . . . . . . . . O . . . . . . . O . O . .
. . . . O . . O . . . O . . . . O . . . . . O O . . . . . O . . . . . . O . . O O O . O . . . . . . . . . . O . . . . . . . . . . . . O O . .
. . . . . O . . . O O . . . . . . O . . . . . . . . O . . . O O . . . . . . . O O . . . O . . . . . O . . . . . . . . . O . . . O . . O . O .
. . . . . . O . O . O . . . . . . . . . . . O . . O . . . . . . O O . O O . . . . . . O . . . . . O . . . . . . . . . . O . O . . O . . . O .
. . . . . . . O O O . . . . . . . . O . . . . . . . . O . O . O . . . . . . O . O . . . . O . . . . . O . . . . . . . . . O O . . O . . . . O
. . . . . O . . . O O . . . . . . . . . O . . O . . . . . . . . . O O . O O . . . O . . . . . O . . . . . . . . . . . . . O . O . . O . . . O
. . . . . . O . O . O . . . . . . . . O . . . . . . . . O O O . . . . . . . O O . . . . . . O . . . . . O . . . . . . O . . . O . . O . O . .
. . . . . . . O O O . . . . . . . . . . . O . . O . . . . . . . O . O O . O . . . . O . . . . . O . . . . . . . . . . O . . . . O . . O O . .
. . . . . . . . O . . . O O . . . O . . O . O . . . . O . . . O . . . . O . . . . . . . . . . . O . . . O . . O . O . . . . . . . . O O . . .
. . . . . . . . . O . . . . O O . . O O . . O O . . . . . . . . . O . . . . O . . . . . . . . . O . O . . O . . . O . . . . . . . . . . O O .
. . . . . . . . . . O O . O . . . . O . O O . . . . . . O O . . . . . . . O . . . . . . . . . . . O O . . O . . . . O . . . . . . O . O . . .
. . . . . . . . O . . . . . . O O O . O O . . . O . . . . . . . . . O . . . . O . . . . . . . . . O . O . . O . . . O . . . . . . . . . . O O
. . . . . . . . . O . O O . . . . . . O . O O . . . O . . . O . . . . O . . . . . . . . . . . O . . . O . . O . O . . . . . . . . O O . . . .
. . . . . . . . . . O . . . O . O O O . . O . . . O . . . . . . O . . . . . . . O . . . . . . O . . . . O . . O O . . . . . . . . . . . O . O
. . . . . . . . O . . . O O . . . . O . . . . O . O O . . . . . . O . . . . . . O . O . . . O . . . . . . . O . . . O . . . . O O . . . . . .
. . . . . . . . . O . . . . O O . . . . O . . . . O . O O O . . . . . . O . . . . . O . O . . . . . . . . . O . O . . O O . . . . . . . . . .
. . . . . . . . . . O O . O . . . . . O . . . O O . . O . . . . . . O . . . O . . . . O O . . . . . . . . . . O O . . . . . O . O . . . . . .
. . . . . . . . O . . . . . . O O . . . . O . O . . O . O . O . . . . . . O . . . . . O . O . . . . . . . . . O . O . . O O . . . . . . . . .
. . . . . . . . . O . O O . . . . O . . . . . . O O . . O . . . O . . . . . . O . O . . . O . . . . . . . O . . . O . . . . O O . . . . . . .
. . . . . . . . . . O . . . O . O . . . . . O . O . O O . . . O . . . O . . . . . O . . . . O . . . . . . O . . . . O O . O . . . . . . . . .
```